# Possessor
Possessor és una pel·lícula canadenca de terror psicològic i ciència-ficció de 2020 escrita i dirigida per Brandon Cronenberg. La pel·lícula és protagonitzada per Andrea Riseborough, Christopher Abbott, Rossif Sutherland, Tuppence Middleton, Sean Bean i Jennifer Jason Leigh.
Possessor es va estrenar mundialment al Festival de Cinema de Sundance el 25 de gener de 2020 i va ser llançada als Estats Units i el Canadà el 2 d'octubre de 2020 per les empreses distribuïdores Neon i Elevation Pictures. La pel·lícula, que sorgeix de l'aversió del director a fer entrevistes de premsa, està ambientada en un món distòpic en què un empresari crea mercenaris assassins amb implants cerebrals. Va ser mereixedora dels premis a Millor pel·lícula i Millor direcció al LIII Festival Internacional de Cinema Fantàstic de Catalunya i el jurat la va considerar «original, pertorbadora, inquietant i molt de Sitges».

## Argument
En un 2008 alternatiu, Tasya Vos (Andrea Riseborough) és una assassina que pren el control dels cossos d'altres per dur a terme els seus cops. A través d'un implant instal·lat al cervell de l'amfitrió involuntari, Vos insereix la seva consciència en les seves ments. Després torna al seu propi cos, obligant l'amfitrió a suïcidar-se al final de cada feina.
A causa de la quantitat de temps que passa controlant altres persones, Vos lluita amb un creixent desinterès per la seva pròpia identitat i no pot separar completament el seu treball de les interaccions amb el seu marit Michael (Rossif Sutherland) i el seu fill Ira. Els pensaments de violència la persegueixen durant la seva vida domèstica ordinària, com quan dorm Ira o té relacions sexuals amb Michael.
La cap de Vos, l'assassina retirada Girder (Jennifer Jason Leigh), critica el seu desig de romandre connectada amb la seva família i expressa la creença que Vos seria una millor assassina sense afectes personals. En una sessió informativa destinada a reconnectar-la amb la seva identitat real, Vos classifica una sèrie d'objectes associats amb records personals i s'atura en una papallona a la qual va calar foc i emmarcar quan era nena, i reconeix a Girder que se sent culpable per haver-la matat.
Malgrat el seu fràgil estat mental i la fatiga derivada del treball, Vos accepta realitzar un gran cop contra el milionari John Parse (Sean Bean) i la seva filla Ava (Tuppence Middleton), a través de la possessió del promès d'Ava, Colin Tate (Christopher Abbott). El cop és només un èxit parcial: Ava mor, però Parse sobreviu. Vos intenta fugir de l'escena obligant Tate a disparar-se, però descobreix que no pot obligar-lo a prémer el disparador.
En canvi, Tate s'apunyala a si mateix al crani en un acte de rebel·lió. Això malmet l'implant i Vos descobreix que ja no pot abandonar el cos de Tate o dominar la seva voluntat. Tate, recuperant el control, no sap per què va matar Ava o per què ha començat a experimentar records falsos i fragmentats de la vida d'una altra persona, Vos.
Tate, traumatitzat i desorientat, fuig de l'escena del crim a l'apartament de la seva amiga Reeta (Kaniehtiio Horn). Mata Reeta mentre lluita amb els records dissociatius del cop contra Parse i Ava. Eddie (Raoul Bhaneja), un empleat de l'empresa de Vos, arriba a l'apartament per ajudar-la a recuperar el control i completar el suïcidi de Tate. L'intent falla. Vos encara no pot fer que Tate es mati. En canvi, Tate s'adona de la seva presència dins del seu cos, la seva consciència domina la d'ella en una confrontació psíquica, donant-li accés als records del seu espòs, fill i llar, i mata Eddie durant la seva batalla interna.
Tate després va a la casa de Vos i apunta al seu espòs amb una pistola, exigint saber què li va fer. Vos apareix i incita a Tate a matar Michael perquè pugui alliberar-se de les seves inclinacions personals. Quan Michael colpeja l'arma de la mà de Tate, aquest el mata amb un ganivet de carnisser. Moments després, Ira apunyala Tate a la gola i finalment el mata. Tate usa els seus últims moments per disparar fatalment a Ira, tot i que l'assassinat és retratat com la pròpia Vos disparant el seu fill.
Vos torna al seu propi cos i descobreix que Girder havia pres el control d'Ira per acabar la seva lluita amb Tate. Amb Ira i Michael morts, ara és lliure de tots els lligams humans, tal com volia Girder. En un altre interrogatori, Vos classifica els mateixos objectes personals del començament de la pel·lícula. Torna a tocar la papallona, però no se sent culpable per haver-la matat.

## Producció
El maig de 2018, es va anunciar que Andrea Riseborough i Christopher Abbott s'havien unit a l'elenc de la pel·lícula, amb Brandon Cronenberg dirigint a partir d'un guió que ell mateix havia escrit. El febrer de 2019, Jennifer Jason Leigh, Stacy Martin i Sean Bean s'hi van sumar. El maig de 2019, Tuppence Middleton s'hi va unir reemplaçant Martin.
El rodatge de la pel·lícula va començar el 9 d'abril de 2019.

## Crítiques
La pel·lícula va rebre una crítica positiva de David Sims a The Atlantic: «Cronenberg no només busca provocar amb sang i valentia, com tota bona ficció distòpica, Possessor ofereix observacions inquietants i oportunes sobre el món en el qual ja vivim». Va ser seleccionada per The New York Times a la llista Critic's Pick, amb Glenn Kenny admirant la sofisticació formal de la pel·lícula.
La seqüència d'obertura de la pel·lícula va ser objecte d'elogis, particularment per l'actuació de Gabrielle Graham en el paper de Holly. David Ehrlich d'Indiewire el va anomenar «un pròleg fredament convincent».
Meagan Navarro de Bloody Disgusting li va donar a la pel·lícula una puntuació de 4,5 sobre 5, escrivint: «Igual que el pare David Cronenberg, Brandon Cronenberg té una forma única de provar els límits de la comoditat i explorar la ment i el cos humans de forma aprensiva». John DeFore de The Hollywood Reporter va elogiar la direcció de la pel·lícula, les imatges, així com les seves actuacions i efectes especials. Rob Hunter de Film School Rejects va criticar la pel·lícula positivament: «Possessor conserva l'amor de la seva família per l'horror corporal i la tecnologia èticament mal utilitzada, també fa servir un ritme fascinant, personatges atractius, violència implacablement brutal, penis erectes, una màscara de Halloween imprescindible, un Sean Bean mesquí, un final infernal i més. No obstant això, és fantàstica i cruelment inoblidable». Chris Evangelista de Slashfilm va puntuar la pel·lícula amb un 10, escrivint: "Banyada en sang i implacablement agressiva, Possessor és diferent a qualsevol cosa que hagis vist abans. És una obra singular, tan espantosa, tan única i tan brutal que sorprendrà a uns i disgustarà a altres».
Chris Bumbray de JoBlo.com va donar a la pel·lícula una puntuació de 8 sobre 10, indicant que la pel·lícula «recorda molt als anteriors treballs del seu pare David Cronenberg». Bunbray va lloar també les actuacions d'Abbott i Riseborough.

## Premis i nominacions
| Premi                                   | Categoria                                                  | Receptor           | Resultat  | Notes  |
| --------------------------------------- | ---------------------------------------------------------- | ------------------ | --------- | ------ |
| Chicago Film Critics Association Awards | Millors efectes visuals                                    | Murray Barber      | Nominat   | [ 19 ] |
| Florida Film Critics Circle Awards      | Millors efectes visuals                                    | Murray Barber      | Guanyador | [ 20 ] |
| Fright Meter Awards                     | Millor actor                                               | Christopher Abbott | Nominat   | [ 21 ] |
| Fright Meter Awards                     | Millor director                                            | Brandon Cronenberg | Nominat   | [ 21 ] |
| Indiana Film Journalists Association    | Millor guió original                                       | Brandon Cronenberg | Nominat   | [ 22 ] |
| Indiana Film Journalists Association    | Millor director                                            | Brandon Cronenberg | Nominat   | [ 22 ] |
| Indiana Film Journalists Association    | Millor actor                                               | Christopher Abbott | Nominat   | [ 22 ] |
| Indiana Film Journalists Association    | Millor banda sonora                                        | Jim Williams       | Nominat   | [ 22 ] |
| Indiana Film Journalists Association    | Millor visió original                                      | Possessor          | Nominat   | [ 22 ] |
| L'Etrange Festival                      | Millor llargmetratje                                       | Brandon Cronenberg | Nominat   |        |
| Festival de Cinema de Sitges            | Millor pel·lícula                                          | Possessor          | Guanyador | [ 23 ] |
| Festival de Cinema de Sitges            | Millor director                                            | Brandon Cronenberg | Guanyador | [ 23 ] |
| Splat! FilmFest                         | Millor pel·lícula                                          | Possessor          | Nominat   |        |
| Splat! FilmFest                         | Millors efectes especials                                  | Murray Barber      | Guanyador |        |
| Splat! FilmFest                         | Pel·lícula més impactant                                   | Possessor          | Guanyador |        |
| Festival de Cinema de Sundance          | Premi del jurat - Drama                                    | Brandon Cronenberg | Nominat   | [ 24 ] |
| Chicago Indie Critics Awards            | Millor maquillatge                                         | Dan Martin         | Nominat   | [ 25 ] |
| Columbus Film Critics Association       | Millor pel·lícula ignorada                                 | Possessor          | Nominat   | [ 26 ] |
| Critics' Choice Super Awards            | Millor pel·lícula de ciència-ficció/fantasia               | Possessor          | Nominat   | [ 27 ] |
| Critics' Choice Super Awards            | Millor actor en una pel·lícula de ciència-ficció/fantasia  | Christopher Abbott | Nominat   | [ 27 ] |
| Critics' Choice Super Awards            | Millor actriu en una pel·lícula de ciència-ficció/fantasia | Andrea Riseborough | Nominat   | [ 27 ] |
| Denver Film Critics Society             | Millor pel·lícula de terror/ciència-ficció                 | Possessor          | Nominat   | [ 28 ] |
| Hawaii Film Critics Society             | Millor pel·lícula ignorada                                 | Possessor          | Guanyador | [ 29 ] |
| Hawaii Film Critics Society             | Millor pel·lícula de terror                                | Possessor          | Nominat   | [ 29 ] |
| Hawaii Film Critics Society             | Millor pel·lícula de ciència-ficció                        | Possessor          | Nominat   | [ 29 ] |
| New Mexico Film Critics                 | Millor guió original                                       | Brandon Cronenberg | Guanyador | [ 30 ] |
| St. Louis Film Critics Association      | Millor pel·lícula de terror                                | Possessor          | Nominat   | [ 31 ] |